# Saint-Pardoux (Deux-Sèvres)
Saint-Pardoux foi uma comuna francesa na região administrativa da Nova Aquitânia, no departamento de Deux-Sèvres. Estendia-se por uma área de 34,24 km². Em 2010 a comuna tinha 1 911 habitantes (densidade: 55,8 hab./km²).
Em 1 de janeiro de 2019, passou a formar parte da nova comuna de Saint-Pardoux-Soutiers.